# Елитна јединица (филм)
Елитна јединица (порт. Tropa de Elite) је бразилски филм из 2007. године који је режирао Жозе Падиља. Радња филма је смјештена у 1997. годину и прати чланове елитне јединице војне полиције у Рио де Женеиру, такозвани БОПЕ (порт. Batalhão de Operações Policiais Especiais) у борби са нарко-дилерима у фавелама. Сценарио су написали Браулио Мантовани, аутор сценарија за филм Божји град, и Падиља, а базиран је на књизи Elite da Tropa социолога Луиза Едуарда Соареша, и Андреа Батисте и Родрига Пиментела, двојице бивших чланова БОПЕ-а. Главне улоге тумаче Вагнер Моура, Каио Жанкуериа, Андре Рамиро и Марија Рибеиро.
Филм је имао изванредан комерцијални успјех и постао је културни феномен у Бразилу. Освојио је награду Златни медвјед на Берлинском филмском фестивалу 2008. године. Његов наставак, Елитна јединица 2, приказан 8. октобра 2010. држи рекорд у Бразилу по продаји биоскопских карата.
Елитна јединица је брзо постао један од најпознатијих бразилских филмова. Према једној анкети, 77% становника Сао Паула је знало за филм, док га је 80% испитаника оцијенило као ”одличан” или „добар”. С друге стране, филм је критикован да глорификује полицијско насиље.